# جوستان جولي
جوستان جولي (بالإنجليزية: Justin Gulley)‏ (15 يناير 1993 بلور هوت في نيوزيلندا - ) هو لاعب كرة قدم نيوزلندي في مركز الدفاع. شارك مع منتخب نيوزيلندا تحت 20 سنة لكرة القدم. أما مع النوادي، فقد لعب مع تيم ويلينغتون وWellington Phoenix FC Reserves ‏.

## وصلات خارجية
- جوستان جولي على موقع الاتحاد الدولي (مؤرشف)  (الإنجليزية)
- جوستان جولي على موقع قاعدة بيانات كرة القدم.إي يو (الإنجليزية)
- جوستان جولي على موقع ناشيونال فوتبول تيمز (الإنجليزية)
- جوستان جولي على موقع Soccerway.com (الإنجليزية)